# Фритюрниця

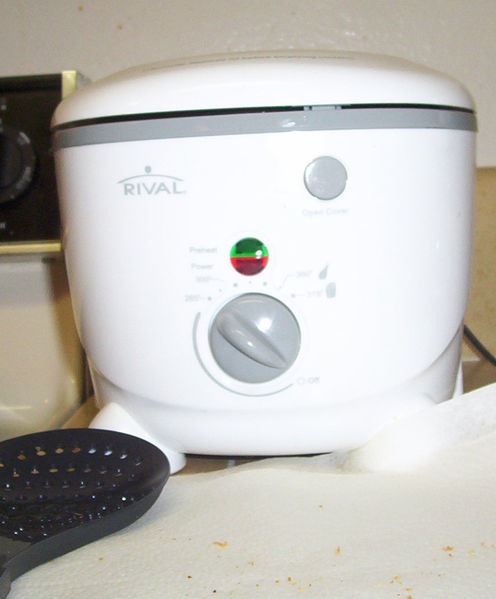
Побутова фритюрниця

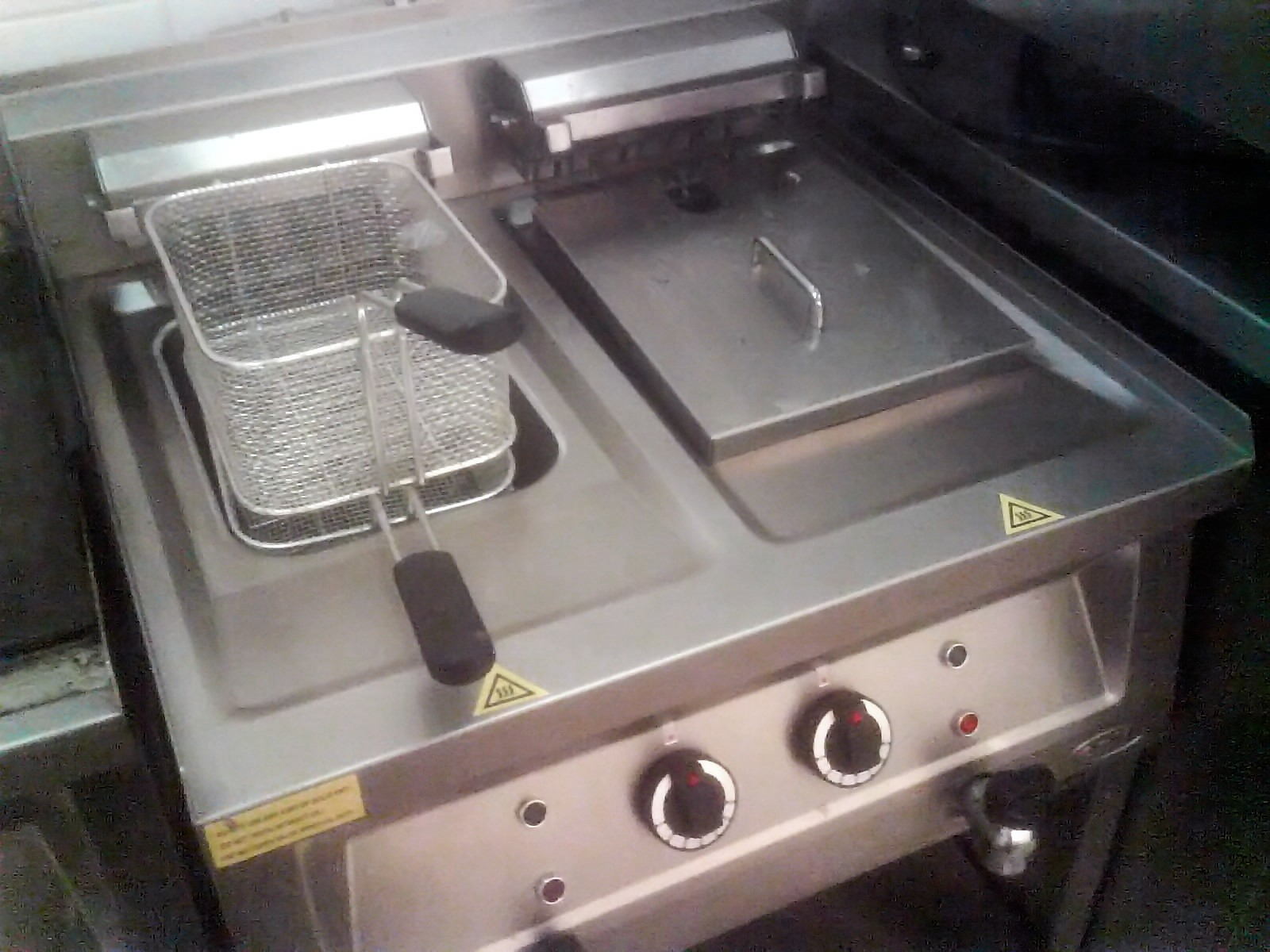
Ресторанна фритюрниця

Фритюрниця — кухонний прилад, що використовується для фритюру. Поширений на комерційних кухнях, побутові моделі також стали звичайним явищем. Пристрій може бути використаний для приготуванні різних страв: смаженого м'яса, овочів тощо.
Для глибокого смаження підходять жири з високою точкою димоутворення, рослинні олії, свиняче сало або топлене масло, фритюрний жир.

## Небезпека
При неправильному використанні фритюрниці являють собою певну загрозу безпеці: ризик важких опіків та загоряння масла, що може призвести до пожежі.